# Trigonella pycnotricha
Trigonella pycnotricha är en ärtväxtart som beskrevs av Karl Heinz Rechinger. Trigonella pycnotricha ingår i släktet trigonellor, och familjen ärtväxter. Inga underarter finns listade i Catalogue of Life.